# Chine aux Jeux paralympiques
La république populaire de Chine rejoint assez tardivement le mouvement paralympique, lors des Jeux d'été de 1984 à Stoke Mandeville et New York. Le pays a participé à toutes les éditions des Jeux paralympiques d'été depuis cette date, y devenant à terme une puissance sportive majeure ; les Chinois se classent premiers au tableau des médailles aux cinq derniers Jeux d'été (2004, 2008, 2012, 2016, 2020). La Chine participe également aux Jeux d'hiver depuis 2002 et remporte sa première médaille en 2018.
La Chine est le pays hôte des Jeux paralympiques d'été de 2008 et des Jeux paralympiques d'hiver de 2022, tous deux accueillis à Pékin.
La délégation chinoise n'inclut pas les régions administratives spéciales de Hong Kong et de Macao, qui envoient leurs propres délégations d'athlètes concourir sous leurs propres drapeaux aux Jeux paralympiques. Quant à Taiwan, elle participe sous le nom de « Taipei chinois », avec un drapeau spécifique aux Jeux, afin de satisfaire aux exigences de la République populaire.

## Médailles par année
| Année | Médaille d'or, Jeux paralympiques | Médaille d'argent, Jeux paralympiques | Médaille de bronze, Jeux paralympiques | Total             | Rang              |
| ----- | --------------------------------- | ------------------------------------- | -------------------------------------- | ----------------- | ----------------- |
| 1960  | N'a pas participé                 | N'a pas participé                     | N'a pas participé                      | N'a pas participé | N'a pas participé |
| 1964  | N'a pas participé                 | N'a pas participé                     | N'a pas participé                      | N'a pas participé | N'a pas participé |
| 1968  | N'a pas participé                 | N'a pas participé                     | N'a pas participé                      | N'a pas participé | N'a pas participé |
| 1972  | N'a pas participé                 | N'a pas participé                     | N'a pas participé                      | N'a pas participé | N'a pas participé |
| 1976  | N'a pas participé                 | N'a pas participé                     | N'a pas participé                      | N'a pas participé | N'a pas participé |
| 1980  | N'a pas participé                 | N'a pas participé                     | N'a pas participé                      | N'a pas participé | N'a pas participé |
| 1984  | 2                                 | 12                                    | 8                                      | 22                | 23e               |
| 1988  | 17                                | 17                                    | 9                                      | 53                | 14e               |
| 1992  | 11                                | 7                                     | 7                                      | 25                | 12e               |
| 1996  | 16                                | 13                                    | 10                                     | 39                | 9e                |
| 2000  | 34                                | 22                                    | 17                                     | 73                | 6e                |
| 2004  | 63                                | 46                                    | 32                                     | 141               | 1er               |
| 2008  | 89                                | 70                                    | 52                                     | 211               | 1er               |
| 2012  | 95                                | 71                                    | 65                                     | 231               | 1er               |
| 2016  | 107                               | 81                                    | 51                                     | 239               | 1er               |
| 2020  | 96                                | 60                                    | 51                                     | 207               | 1er               |
| 2024  |                                   |                                       |                                        |                   | {{}}              |
| Total | 535                               | 400                                   | 302                                    | 1237              | 3e                |

| Année | Médaille d'or, Jeux paralympiques | Médaille d'argent, Jeux paralympiques | Médaille de bronze, Jeux paralympiques | Total             | Rang              |
| ----- | --------------------------------- | ------------------------------------- | -------------------------------------- | ----------------- | ----------------- |
| 1976  | N'a pas participé                 | N'a pas participé                     | N'a pas participé                      | N'a pas participé | N'a pas participé |
| 1980  | N'a pas participé                 | N'a pas participé                     | N'a pas participé                      | N'a pas participé | N'a pas participé |
| 1984  | N'a pas participé                 | N'a pas participé                     | N'a pas participé                      | N'a pas participé | N'a pas participé |
| 1988  | N'a pas participé                 | N'a pas participé                     | N'a pas participé                      | N'a pas participé | N'a pas participé |
| 1992  | N'a pas participé                 | N'a pas participé                     | N'a pas participé                      | N'a pas participé | N'a pas participé |
| 1994  | N'a pas participé                 | N'a pas participé                     | N'a pas participé                      | N'a pas participé | N'a pas participé |
| 1998  | N'a pas participé                 | N'a pas participé                     | N'a pas participé                      | N'a pas participé | N'a pas participé |
| 2002  | 0                                 | 0                                     | 0                                      | 0                 | -                 |
| 2006  | 0                                 | 0                                     | 0                                      | 0                 | -                 |
| 2010  | 0                                 | 0                                     | 0                                      | 0                 | -                 |
| 2014  | 0                                 | 0                                     | 0                                      | 0                 | -                 |
| 2018  | 1                                 | 0                                     | 0                                      | 1                 | 20e               |
| 2022  | 18                                | 20                                    | 23                                     | 61                | 1er               |
| Total | 19                                | 20                                    | 23                                     | 62                | 14e               |